# Euple
Euple (en llatí Euplus, en grec Εὔπλους) va ser un gravador de joies d'origen i època desconeguts. El seu nom apareix en una joia d'un Cupido assegut en un dofí. La inscripció que porta diu ΕΥΠΛΟ (navegant feliç), i alguns pensen que podria no ser el nom del gravador sinó una al·lusió al tema.